# Acoccidula reichardti
Acoccidula reichardti is een keversoort uit de familie lieveheersbeestjes (Coccinellidae). De wetenschappelijke naam van de soort is voor het eerst geldig gepubliceerd in 1928 door Barowsky.